# The Bends
The Bends е името на втория албум на британската група Рейдиохед. Издаден е през пролетта на 1995 г. По това време Рейдиохед вече са добили известна популярност както във Великобритания, така и в САЩ, благодарение на парчето Creep от техния първи албум Pablo Honey. Във втория албум на Рейдиохед се отличават синглите High and Dry, Just, Fake Plastic Trees и Street Spirit.

## Списък на песните в албума
1. Planet Telex – 4:19
2. The Bends – 4:04
3. High and Dry – 4:20
4. Fake Plastic Trees – 4:51
5. Bones – 3:08
6. "(Nice Dream)" – 3:54
7. Just – 3:54
8. My Iron Lung – 4:37
9. Bullet Proof... I Wish I Was – 3:29
10. Black Star – 4:07
11. Sulk – 3:43
12. "Street Spirit (Fade Out)" – 4:12